# Bernard Grégori
Ne doit pas être confondu avec Bernard Gregory.
Bernard Grégori, né le 14 juillet 1948 à Marseille, est un joueur de football français. Il évoluait au poste de gardien de but.

## Carrière
Évoluant en jeunes dans des clubs de quartier de la cité phocéenne (Patronage Saint-Barnabé et US Le Rouet), Bernard Gregori rejoint l'Olympique de Marseille avec lequel il dispute son unique match de première division de sa carrière contre le Stade rennais le 25 septembre 1973. 
Il passe ensuite trois saisons au FC Martigues, en deuxième division. Il joue ensuite pour l'AS Aixoise de 1978 à 1983 puis le club marseillais de l'UFC 7e de 1983 à 1984. Il termine sa carrière à l'US Endoume de 1984 à 1987.
Il entraîne par la suite en division d'honneur l'AC Port-de-Bouc de 1992 à 1993.

## Statistiques
Au cours de sa carrière, Bernard Gregori dispute notamment 1 match en Division 1 et 42 matchs en Division 2.

## Vie personnelle
En 2015, il est entraineur de gardien avec Samir Belamri d'un club de football international dans les Bouches-du-Rhône dont le créateur est Guy Demel. Il est le père de Sébastien Grégori, ancien joueur de l'OM.